# Enzo Zidane
Enzo Alan Zidane Fernández (Bordeaux, 24 marzo 1995) è un ex calciatore francese con cittadinanza spagnola, di ruolo centrocampista.

## Biografia
È il primo di quattro figli dell'ex calciatore Zinédine Zidane e di Véronique Fernández. Nel 2006 ottiene la cittadinanza spagnola. Deve il suo nome a Enzo Francescoli, attaccante uruguaiano di cui il padre era ammiratore.

## Carriera

### Club

#### Gli inizi al Real Madrid
Prodotto del vivaio del Real Madrid, comincia ad allenarsi con la prima squadra già nel 2011 su richiesta di José Mourinho. Il 16 novembre 2014 esordisce in Segunda División B in occasione della partita tra Real M. Castilla e Conquense (2-1). Il 12 agosto 2015 viene nominato capitano della squadra e dieci giorni dopo sigla la sua prima rete tra i professionisti nel 5-1 rifilato all'Ebro. Nella stagione 2016-17 fa il suo esordio in prima squadra in una partita ufficiale, subentrando a Isco nel secondo tempo di Real Madrid-Leonesa, valido per i sedicesimi di finale di Coppa del Re, e segnando il gol del momentaneo 4-1.

#### Alavés
Il 29 giugno 2017 firma un contratto triennale con i baschi dell'Alavés. Il 26 agosto dello stesso anno fa il suo debutto in Primera División subentrando a Mubarak Wakaso, nella partita casalinga persa per 0-2 contro il Barcellona.

#### Losanna ed il prestito al Rayo Majadahonda
Il 1º gennaio 2018 rescinde il proprio contratto con l'Alavés e si trasferisce al Losanna, club di Super League svizzera. Fa il suo esordio coi vodesi il 3 febbraio 2018 subentrando ad Andrea Maccoppi in occasione di Lucerna-Losanna (2-1). Segna il suo primo gol con la maglia biancoblu, due settimane più tardi, nella sconfitta per 3-1 contro il Sion.
Il 14 luglio 2018 viene ceduto in prestito annuale al Rayo Majadahonda, club di Segunda División. Esordisce coi madrileni il 19 agosto in occasione della sconfitta per 2-1 in casa del Real Saragozza. Al termine della stagione non riesce a evitare la retrocessione e il 29 giugno 2019 il Losanna comunica che non rinnoverà il contratto in scadenza.

#### Desportivo Aves e Almería
Il 15 luglio 2019 si trasferisce al Desp. Aves, club di Primeira Liga, in Portogallo. Il 23 agosto realizza il suo primo gol con la maglia dei lusitani in occasione della partita di campionato, persa per 5-1 in casa del Rio Ave.
Nel gennaio 2020, nell'ultimo giorno di calciomercato, ritorna in Spagna all'Almería, sempre in Segunda División; gioca solo 4 partite, compresa una nei play-off, prima di rescindere il suo contratto il 2 ottobre 2020.

#### Rodez
Dopo essere rimasto a lungo svincolato, il 9 giugno 2021 viene ufficializzato il suo ingaggio da parte del Rodez, club di Ligue 2, in Francia, siglando un accordo annuale e annunciando di voler indossare la maglia numero 5, la stessa indossata dal padre al Real Madrid.

#### Fuenlabrada
Il 18 luglio 2022 firma con il Fuenlabrada, squadra spagnola militante nella Primera División RFEF, la terza divisione calcistica del paese.

#### Ritiro
Il 24 settembre 2024 comunica ufficialmente la decisione di ritirarsi dal calcio a soli 29 anni.

### Nazionale
Enzo possiede la doppia cittadinanza spagnola, da parte di madre, e francese da parte del padre che, date le sue origini, gli consentono di poter giocare anche per l'Algeria. Nel 2009, dopo aver disputato una partita con l'Under-15 spagnola, nel 2014 sceglie di giocare per la Francia, scendendo in campo 2 volte con l'Under-19 francese.

## Statistiche

### Presenze e reti nei club
Statistiche aggiornate al 23 luglio 2023.
| Stagione                | Squadra                 | Campionato              | Campionato | Campionato | Coppe nazionali | Coppe nazionali | Coppe nazionali | Coppe continentali | Coppe continentali | Coppe continentali | Altre coppe | Altre coppe | Altre coppe | Totale | Totale |
| Stagione                | Squadra                 | Comp                    | Pres       | Reti       | Comp            | Pres            | Reti            | Comp               | Pres               | Reti               | Comp        | Pres        | Reti        | Pres   | Reti   |
| ----------------------- | ----------------------- | ----------------------- | ---------- | ---------- | --------------- | --------------- | --------------- | ------------------ | ------------------ | ------------------ | ----------- | ----------- | ----------- | ------ | ------ |
| 2014-2015               | Real Madrid C           | TD                      | 26         | 4          | -               | -               | -               | -                  | -                  | -                  | -           | -           | -           | 26     | 4      |
| 2014-2015               | Real M. Castilla        | SDB                     | 8          | 0          | -               | -               | -               | -                  | -                  | -                  | -           | -           | -           | 8      | 0      |
| 2015-2016               | Real M. Castilla        | SDB                     | 34+4       | 2          | -               | -               | -               | -                  | -                  | -                  | -           | -           | -           | 38     | 2      |
| 2016-2017               | Real M. Castilla        | SDB                     | 32         | 5          | -               | -               | -               | -                  | -                  | -                  | -           | -           | -           | 32     | 5      |
| Totale Real M. Castilla | Totale Real M. Castilla | Totale Real M. Castilla | 74+4       | 7          |                 | -               | -               |                    | -                  | -                  |             | -           | -           | 78     | 7      |
| 2016-2017               | Real Madrid             | PD                      | 0          | 0          | CR              | 1               | 1               | UCL                | 0                  | 0                  | SU+Cmc      | 0           | 0           | 1      | 1      |
| 2017-gen. 2018          | Alavés                  | PD                      | 2          | 0          | CR              | 2               | 0               | -                  | -                  | -                  | -           | -           | -           | 4      | 0      |
| gen.-giu. 2018          | Losanna                 | SL                      | 16         | 2          | CS              | -               | -               | -                  | -                  | -                  | -           | -           | -           | 16     | 2      |
| 2018-2019               | Rayo Majadahonda        | SD                      | 33         | 0          | CR              | 1               | 0               | -                  | -                  | -                  | -           | -           | -           | 34     | 0      |
| 2019-gen. 2020          | Desp. Aves              | PL                      | 10         | 2          | CP+CdL          | 1+0             | 0               | -                  | -                  | -                  |             | -           | -           | 11     | 2      |
| gen.-giu. 2020          | Almería                 | SD                      | 3+1        | 0          | CR              | -               | -               | -                  | -                  | -                  | -           | -           | -           | 4      | 0      |
| 2021-2022               | Rodez                   | L2                      | 15         | 0          | CF              | 0               | 0               | -                  | -                  | -                  | -           | -           | -           | 15     | 0      |
| 2022-2023               | Fuenlabrada             | PF                      | 28         | 1          | CR              | 1               | 0               | -                  | -                  | -                  | -           | -           | -           | 29     | 1      |
| Totale carriera         | Totale carriera         | Totale carriera         | 212        | 16         |                 | 6               | 1               |                    | 0                  | 0                  |             | 0           | 0           | 218    | 17     |

## Palmarès

### Club

#### Competizioni nazionali
- Campionato spagnolo: 1

Real Madrid: 2016-2017

#### Competizioni internazionali
- UEFA Champions League: 1

Real Madrid: 2016-2017
- Supercoppa UEFA: 1

Real Madrid: 2016
- Coppa del mondo per club: 1

Real Madrid: 2016